# Cupão
Cupão (em indonésio: Kupang, em neerlandês:  Koepang), é capital da província de Sonda Oriental, Indonésia. A cidade está localizada em Timor Ocidental e tinha, em 2010, uma população estimada de 500.000 habitantes, que se elevava a 450.000 incluindo a região circundante. É a maior cidade e porto da ilha de Timor e da província de Sonda Oriental. Em 1967, a cidade tornou-se sede da diocese de Cupão. Em 1989 a diocese foi elevada a arquidiocese.

## História
Cupão foi um importante porto e entreposto comercial durante as épocas coloniais portuguesa e neerlandesa. Foi uma importante escala para reabastecimento de voos de distância avião voos entre a Europa e a Austrália. Desempenhou um papel importante durante o conflito de Timor-Leste, tanto para os militares indonésios como para as milícias pró-indonésias. Os campos de refugiados criados em redor de Cupão tiveram igualmente um impacto significativo sobre a cidade.

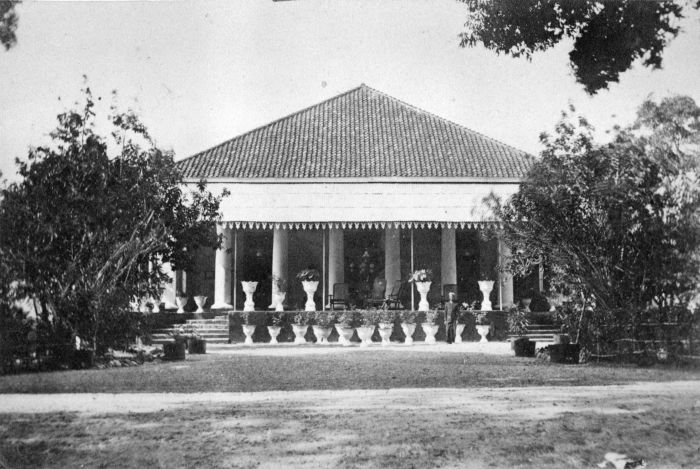
Residência em Cupão (1870-1910)
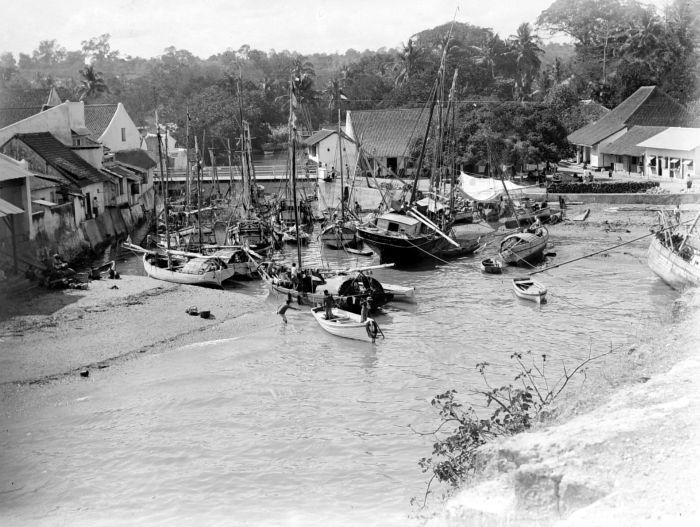
Porto de Cupão, em 1912